# Ловці манекенів
«Ловці манекенів» — повість українського письменника Віктора Тимчука, опублікована 1990 року в київському видавництві «Молодь». Твір є поліцейським детективом.

## Сюжет
Події розгортаються в часи Радянської України. Двоє слідчих отримують справу про загадкову смерть хлопця, який впав із четвертого поверху. Чоловіки приходять до висновку, що справа не схожа на звичайне самогубство, адже надто багато доказів це спростовують. Вони опитують очевидців, рідних, друзів, однокласників парубка та щоразу виходять на нові сліди та зачіпки у цій справі. Трійка хлопців-спортсменів-відмінників (разом з ними і вбитий) виявляються не такими простими підлітками, як здавалося одразу.

## Герої
- Бухов Денис — слідчий прокуратури.
- Тополюк Євген — слідчий міліції.
- Шейченко Віталій — убитий хлопець.
- Полякова Римма — дівчина, в котру був закоханий Шейченко.
- Ольга Кирилівна — сусідка Римми.
- Майа Борисівна — директорка школи.
- Морохова Алла Остапівна — класна керівниця.
- Біронський Ігор — найкращий друг Віталія.
- Апостолов Аркадій — найкращий друг Віталія.
- Шейченко Віра Михайлівна — мати Віталія.
- Лашко Людмила Гнатівна — сусідка сім'ї Шейченко.
- Заворотний — постраждалий від рук трійці.
- Храбан Зиновій Димидович — стоматолог.

## Особливості
Повість складається із 19 частин.
Назва походить із розв'язки твору: троє молодиків ловили людей на вулиці та відточували свої навички на них, як на манекенах.
Більшість примірників книги уміщували в собі два твори: «Ловці манекенів» В. Тимчука та «Про що розмовляють закохані» М. Медуниці.
Автора повісті називають «королем українського детективу».
Гостросюжетна повість розкриває проблему підліткової злочинності. 

## Видання
Тимчук В. Ловці манекенів. Київ : Молодь, 1990. 104 с.